# Замятин, Константин Константинович (старший)
Константи́н Константи́нович Замя́тин (старший) (1906, Кашин — 1969, Калинин, ныне Тверь) — советский хозяйственный деятель. Один из создателей индустрии искусственных кож в СССР, директор Калининского резиново-подошвенного завода (КРЕПЗ, с 1953 года «Искож») в 1940—1969 гг.

## Семья
- Родители:
  - Отец — Константин Нилович Замятин, управляющий в имении Устиново.
  - Мать — Анна Константиновна Замятина, из зажиточных мещан.
- У Константина был старший брат и две старшие сестры (одна из них — Ольга).
- Жена — Мария Ивановна Привалова (1905—1999), дочь профессиональных революционеров, поэта-самоучки Ивана Ефимовича Привалова (1872—1940) и Евдокии Филипповны Приваловой. Была одним из шестерых детей. Семья жила в деревне Лясково Тверского уезда.
- Дети:
  - Инга Константиновна Вирская (урождённая Замятина, р. 1932) — инженер в области авиационного приборостроения. Ведущий инженер НИИ авиационных систем.
  - Светлана Константиновна Македонская (урождённая Замятина, р. 1937) — главный невропатолог Твери, заместитель главного врача городской больницы «Скорой помощи».
  - Константин Константинович Замятин (младший) (1939—2001) — хирург, специалист в области челюстно-лицевой и пластической хирургии. Заслуженный врач Российской Федерации (1999).

## Образование
- Кашинское реальное училище (впоследствии Кашинская средняя школа № 1; окончил в 1921).
- Финансово-экономические курсы при Наркомате лёгкой промышленности (окончил в 1929).

## Биография
Обучался сапожному делу в г. Нерль. Был одним из зачинателей пионерского движения в Тверской губернии. Комсомольцем попал в ЧОН и был направлен в Кимры на комсомольскую работу. После окончания финансово-экономических курсов при Наркомате лёгкой промышленности работал консультантом по финансово-экономическим вопросам в обувных мастерских завода «Красный треугольник». В 1930 году вступил в ВКП(б). В 1932 году был направлен в Москву, в Наркомат лёгкой промышленности, где был одним из организаторов и руководителей отдела искусственных кож.
5 января 1940 года был назначен на должность директора Калининского резиново-подошвенного завода (КРЕПЗ, c 1953 года «Искож») в Калинине и занимал её в течение 29 лет до своей смерти в 1969 году. Обеспечил открытие новых цехов: плащевого, кожзаменителей, искусственных кож, широкоформатных киноэкранов (первого в стране), постройку нового здания заводоуправления, восьмикратный рост численности работающих. В 1967 году завод был награждён орденом Трудового Красного Знамени.
Умер после третьего инфаркта в возрасте 62 лет. Похоронен на Николо-Малицком кладбище.

## Интересные факты
- Пока не выросли дети, семья Замятина из шести человек жила в двухкомнатной квартире.

## Цитаты
Тверской еженедельник «Караван+Я» (2006, к столетию К. К. Замятина):
Директор «Искожа» не случайно стал в глазах тех, с кем он работал, личностью, без преувеличения, легендарной. Жёсткий во всем, что касалось работы, он обладал редким для руководителя обострённым чувством справедливости. Именно об этой его черте ходили легенды. Рассказывали, например, что студёной послевоенной зимой он увидел у проходной совсем юную работницу, одетую в старую материнскую кофту, подшитую кое-каким тряпьем, и строго спросил, кто она такая и в каком цехе работает. А через пару дней девчушке вручили ордер на новое пальто. Говорили, что из четырех с лишним тысяч рабочих комбината он знал почти всех и со всеми здоровался за руку. Знал и помнил о чужих проблемах, забывая о своих. Уважали его безмерно, хотя и побаивались. Были, конечно, и сплетни, и наговоры. Были и враги, да и не могло их не быть, как у всякого бескомпромиссного и неподкупного человека. Однако, когда он умер — от третьего уже инфаркта, весь комбинат был в неподдельном горе. Его похороны тоже стали легендой, их даже сравнивали со сталинскими — столько народа пришло проститься со своим директором. Фотоснимки того дня запечатлели и многолюдье, и искренние слёзы на глазах простых работниц. Значит, эта легенда была недалека от истины. И никто не мог отрицать, что именно под руководством Замятина «Искож» стал крупнейшим в своей отрасли предприятием, выросши по сравнению с тем КРЕПЗом, который он принял, едва ли не вдесятеро.